# Parijs-Roubaix 1951
De 49e editie van de wielerwedstrijd Parijs-Roubaix werd gereden op 8 april 1951. De wedstrijd was 247 km lang. De Italiaan Antonio Bevilacqua won door solo over de eindstreep te rijden. De tweede was Fransman Louison Bobet en de derde de Belg Rik Van Steenbergen. Titelverdediger Fausto Coppi nam niet deel.

## Uitslag
| Plaats  | Naam                | Ploeg              | Tijd     |
| ------- | ------------------- | ------------------ | -------- |
| Winnaar | Antonio Bevilacqua  | Benotto            | 6u07'14" |
| 2       | Louison Bobet       | Stella-Dunlop      | +1'32"   |
| 3       | Rik Van Steenbergen | Mercier-Hutchinson | z.t.     |
| 4       | André Declerck      | Bertin             | +2'05"   |
| 5       | Jean Gueguen        | Mercier-Hutchinson | +2'20"   |
| 6       | Raymond Impanis     | Alcyon-Dunlop      | z.t.     |
| 7       | Bernard Gauthier    | Mercier-Hutchinson | z.t.     |
| 8       | Lionel van Brabant  | Mercier-Hutchinson | z.t.     |
| 9       | Maurice Diot        | Mercier-Hutchinson | +2'59"   |
| 10      | Ferdinand Kübler    | Tebag              | z.t.     |

1896 · 
1897 · 
1898 · 
1899 · 
1900 · 
1901 · 
1902 · 
1903 · 
1904 · 
1905 · 
1906 · 
1907 · 
1908 · 
1909 · 
1910 · 
1911 · 
1912 · 
1913 · 
1914 · 
1915 · 
1916 · 
1917 · 
1918 · 
1919 · 
1920 · 
1921 · 
1922 · 
1923 · 
1924 · 
1925 · 
1926 · 
1927 · 
1928 · 
1929 · 
1930 · 
1931 · 
1932 · 
1933 · 
1934 · 
1935 · 
1936 · 
1937 · 
1938 · 
1939 · 
1940 · 
1941 · 
1942 · 
1943 · 
1944 · 
1945 · 
1946 · 
1947 · 
1948 · 
1949 · 
1950 · 
1951 · 
1952 · 
1953 · 
1954 · 
1955 · 
1956 · 
1957 · 
1958 · 
1959 · 
1960 · 
1961 · 
1962 · 
1963 · 
1964 · 
1965 · 
1966 · 
1967 · 
1968 · 
1969 · 
1970 · 
1971 · 
1972 · 
1973 · 
1974 · 
1975 · 
1976 · 
1977 · 
1978 · 
1979 · 
1980 · 
1981 · 
1982 · 
1983 · 
1984 · 
1985 · 
1986 · 
1987 · 
1988 · 
1989 · 
1990 · 
1991 · 
1992 · 
1993 · 
1994 · 
1995 · 
1996 · 
1997 · 
1998 · 
1999 · 
2000 · 
2001 · 
2002 · 
2003 · 
2004 · 
2005 · 
2006 · 
2007 · 
2008 · 
2009 · 
2010 · 
2011 ·
2012 · 
2013 ·
2014 ·
2015 ·
2016 ·
2017 ·
2018 ·
2019 ·
2020 · 
2021 · 
2022 · 
2023 · 
2024 · 
2025